# Aérodrome de Santo Ângelo
L'aéroport régional de Sepé Tiaraju (code IATA : GEL • code OACI : SBNM) est l'aéroport desservant Santo Ângelo, au Brésil. Il porte le nom de Sepé Tiaraju, un guerrier guarani qui a dirigé les forces guarani durant la guerre guarani dans les Misiones Orientales.
Il est géré sous contrat par Infraero.

## Histoire
Le 10 octobre 2022, l'État du Rio Grande do Sul a signé un contrat d'exploitation avec Infraero. Auparavant, l'aéroport était exploité par DAP.

## Destinations
| Compagnies              | Destinations                                                |
| ----------------------- | ----------------------------------------------------------- |
| Azul Brazilian Airlines | Campinas, Porto Alegre (suspendu) saisonnier: Florianópolis |
| São Paulo–Guarulhos     |                                                             |

| Compagnies            | Destinations            |
| --------------------- | ----------------------- |
| Voepass Linhas Aéreas | Porto Alegre (suspendu) |

## Accès
L'aéroport est situé a 8km du centre-ville de Santo Ângelo.